# Будинок Рубенса
 Будинок Рубенса  (Rubenshuis, англ. Rubens House) — муніципальний музей міста Антверпена, присвячений життю і творчості уславленого художника 17 століття Пітера Пауля Рубенса з частковим відтворенням його інтер'єрів та мистецьких колекцій.

## Історія
Рубенс вісім років прожив в Італії. Починав як художник-іноземець в Венеції. Але трохи перегодом отримав посаду придворного художника при дворі герцога Мантуї. Стосунки з вельможним меценатом були непогані (враховуючи шляхетність володаря і нешляхетність Рубенса як слуги), що дало можливість подорожувати містами Італії і вивчати твори своїх попередників. Герцог довірив Рубенсу у 1603 р. дипломатичний візит до двору короля Іспанії Філіпа ІІІ, від милостей якого на той час залежала і Фландрія, батьківщина художника.
Ще за часів перебування в Італії Рубенс виявив зацікавленість в архітектурі. Свідченням цього став твір — альбом «Палаци Генуї», надрукований у 1622 р.

## Будівництво власної оселі

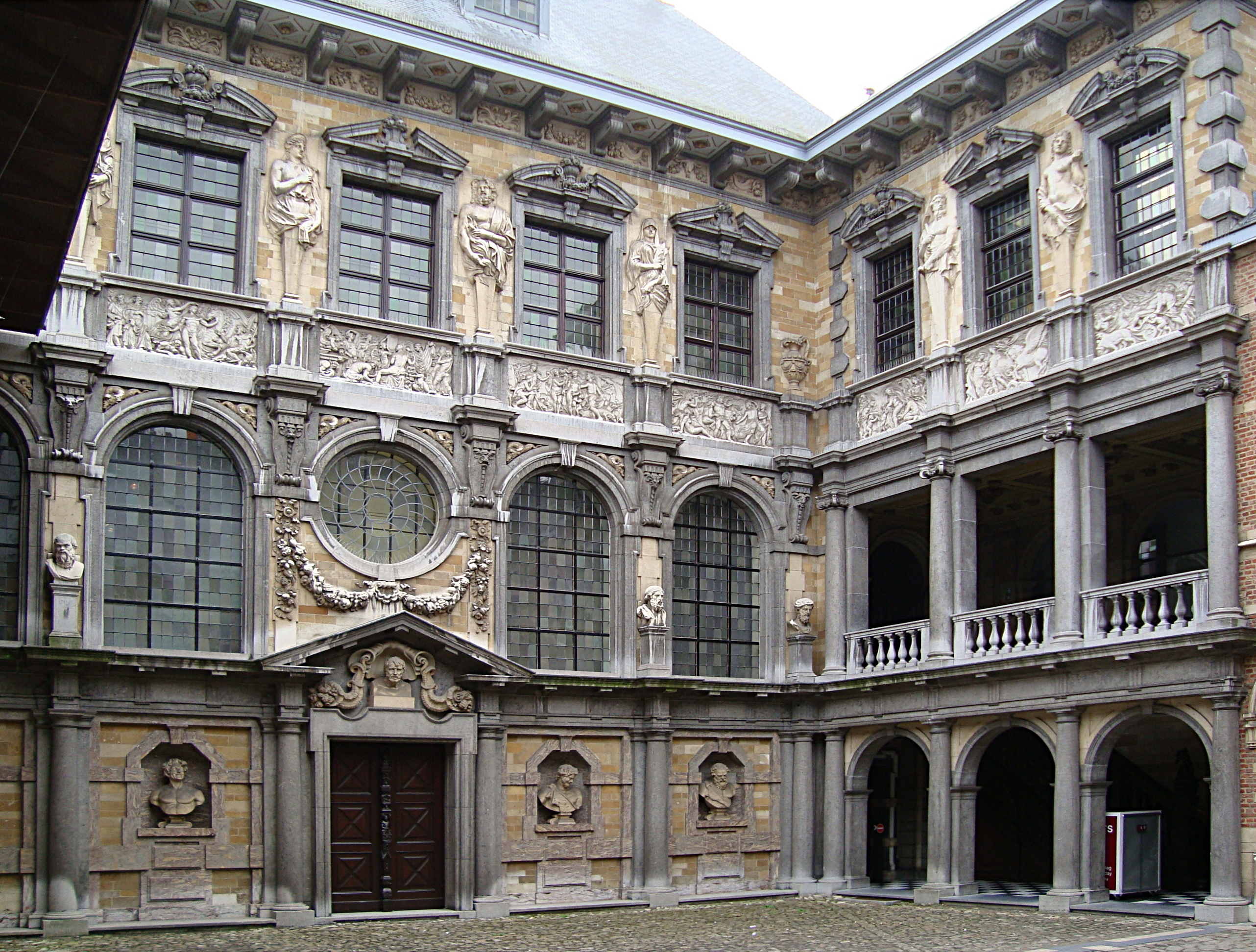
Парадний двір будинку Рубенса

У 1609 р., під час перебування в Антверпені, Рубенс узяв шлюб з Ізабеллою Брант. Добре склалася тут і його кар'єра, він був прийнятий на службу до намісників іспанського короля у Фландрії з правом проживання поза двором своїх меценатів. На хвилі стабільного матеріального успіху у  1610 р. він і розпочав будівництво власного будинку, що переводило теоретичну зацікавленість в архітектурі у реальну площину.
Він придбав будинок з ділянкою землі (нині вулиця Wapper, 9-11), який перебудував за власним смаком з урахуванням італійського досвіду та архітектури палаців бароко, особливо Генуї. Фасад на вулицю залишений у звичних формах багатої бюргерської оселі. Перебудови були здійснені на фасадах парадного двору, на фасаді майстерні. Ділянка землі була розпланована як невеликий сад з пишною, декоративною аркою в стилістиці фламандського бароко.
Оселя наповнювалась колекціями художника, де були:
- антична скульптура
- камеї, гобелени та твори ужиткового мистецтва
- власні картини, що не підлягали продажу
- картини художників-попередників
- збірка картин сучасних майстрів
- меблі 17 століття тощо.

Рубенс житиме тут до власної смерті. Збережена і каплиця родини Рубенс в церкві Св. Якова в Антверпені.

## Заповіт і аукціон
Рубенс склав заповіт незадовго смерті, по якому мистецька колекція підлягала розпродажу та розділу отриманих грошей між другою дружиною митця та дітьми. Опис колекції зафіксував наявність:
- 17 картин Адріана Брауера,
- натюрмортів Віллєма Хеди, а також творів, серед яких були —
- Ян ван Ейк
- Тиціан
- Лука Лейденський
- Тінторетто
- Ганс Гольбайн молодший
- Адам Ельсгаймер
- Перуджино
- Хосе де Рібера
- Якоб Йорданс

Свою колекцію античних мармурових скульптур ще у 1926 р. він продав англійцю герцогу Букінгему. Заради нових пам'яток античного мистецтва Рубенс віддав частку своїх картин і гобелени власного зібрання.
Картини з оголеною натурою по смерті чоловіка друга дружина Рубенса намагалася спалити, але її умовили продати їх, що давало гроші і вигідно позбавляло жінку від клопоту з ними. Тобто, ще за життя Рубенса частка колекцій змінила своє перебування. А по смерті митця була розпродана і перейшла до власників в різні країни.

## Картини з колишньої збірки Рубенса

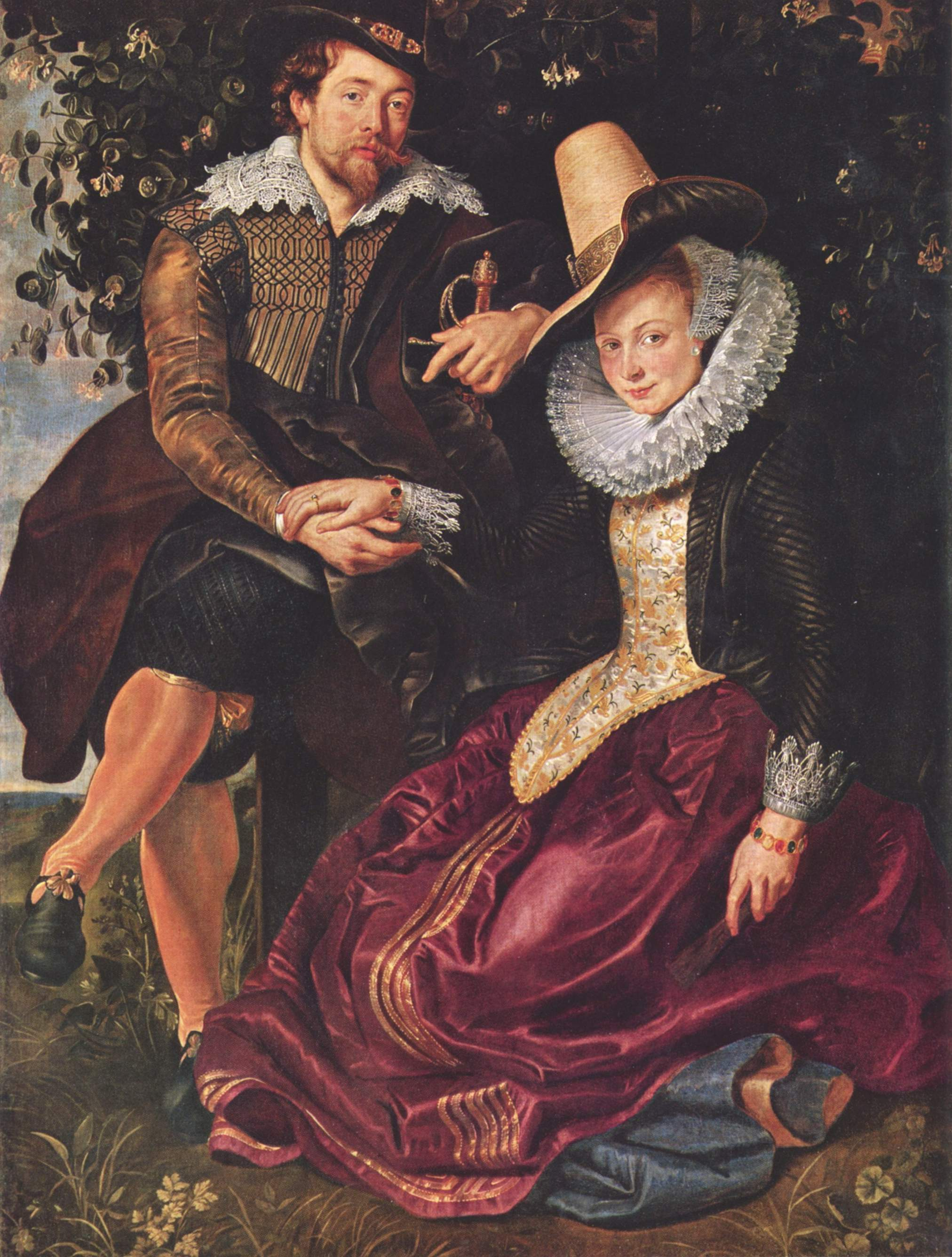
«Автопортрет з Ізабеллою Брант», Мюнхен, Стара Пінакотека
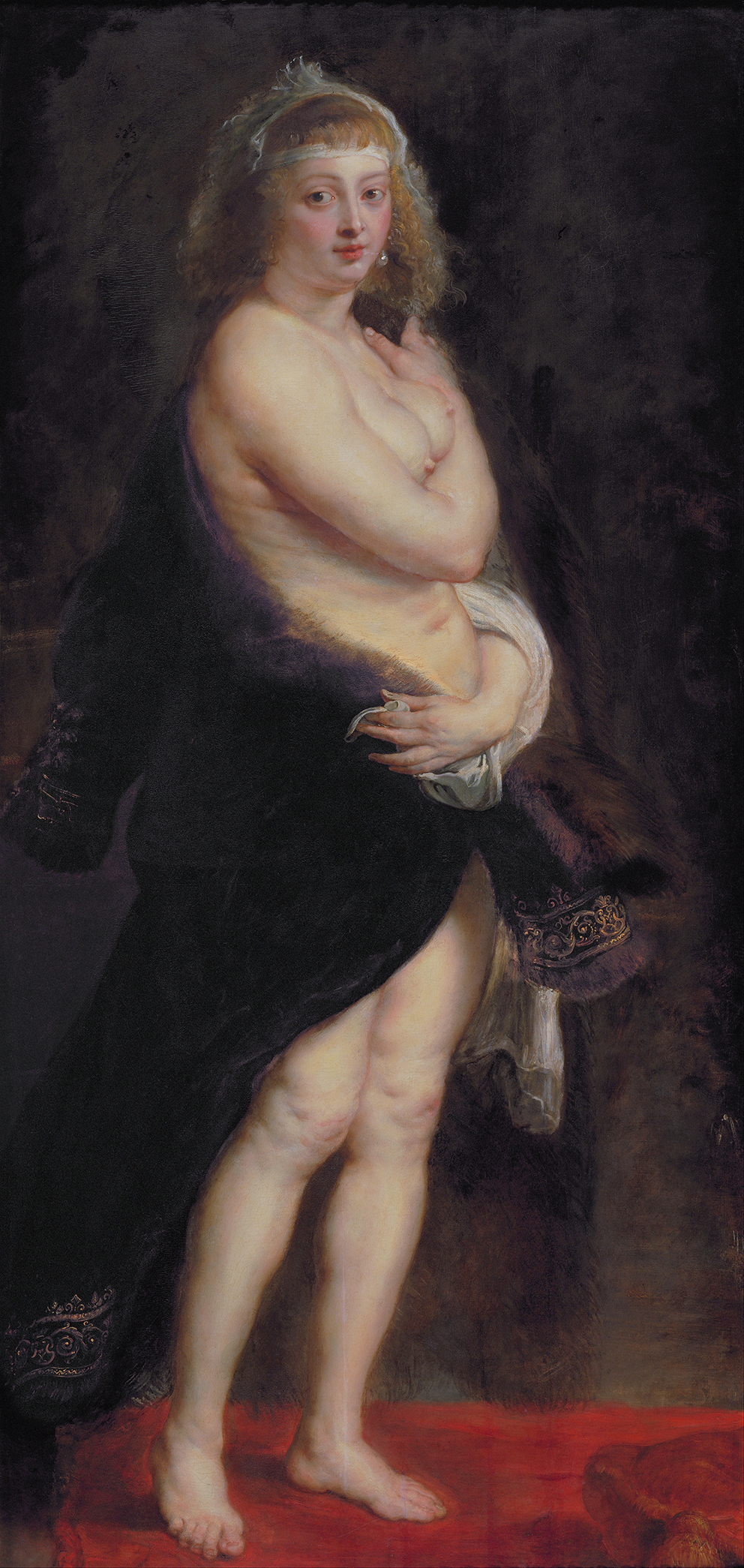
«Друга дружина з шубою», Художньо-історичний музей, Відень
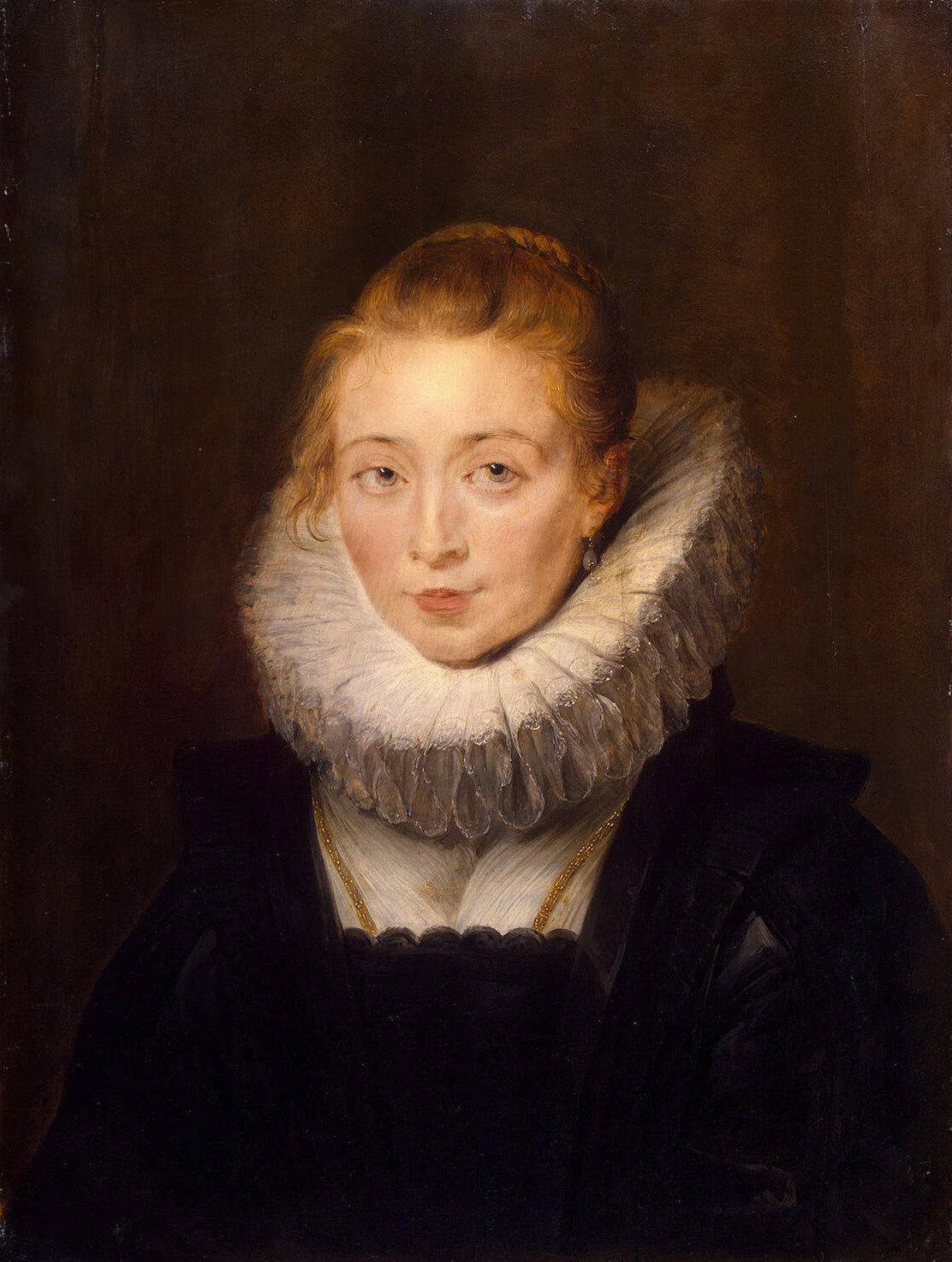
Можливо, дочка Клара Серена, Ермітаж, Санкт-Петербург
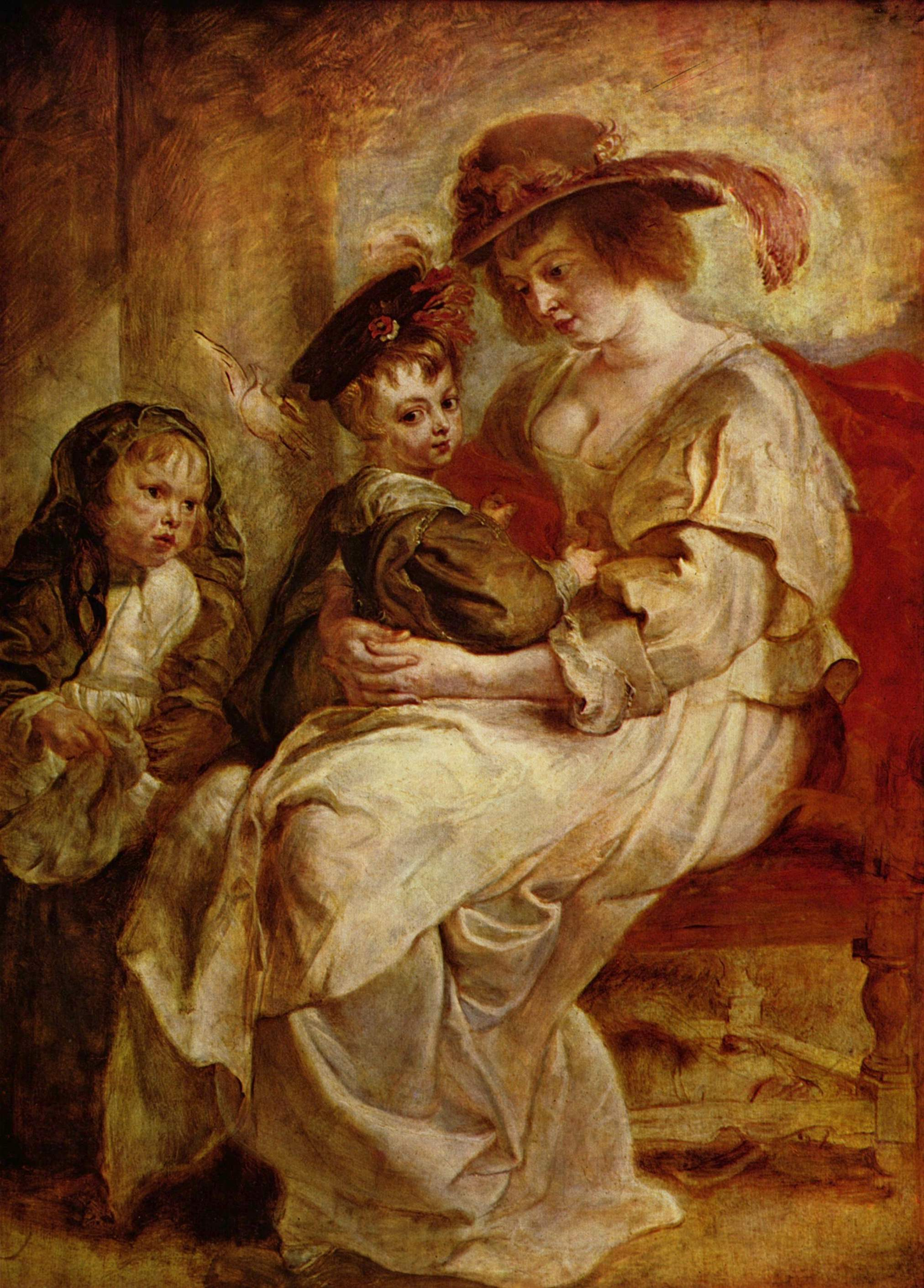
«Єлена Фурман з дітьми», Лувр, Париж

## По смерті Рубенса
Будинок був проданий і за століття декілька разів міняв своє призначення, втрачаючи оздоби інтер'єрів, меблі, скульптури, рослини і розпланування саду.

## Створення музейного закладу
У 20 ст. перебудований будинок придбав муніципалітет з метою створення музею Рубенса. З 17 століття оригінальними залишились лише двері та декоративна арка в саду. За старими планами та гравюрами були відтворені деталі та оздоби фасадів. Інтер'єри насичені автентичними меблями 17 століття та картинами сучасників Рубенса чи його учнів і помічників. Музей відкрито у 1946 р.
Відтворити первісні колекції Рубенса нема ніякої можливості через їх перебування за кордонами Бельгії. До того ж, вони неодноразово змінили власників, а частка — вже надбання супермузеїв світу, серед яких — 
- Метрополітен-музей
- Прадо
- Лувр
- Ермітаж
- Стара пінакотека, Мюнхен

## Колекції музею

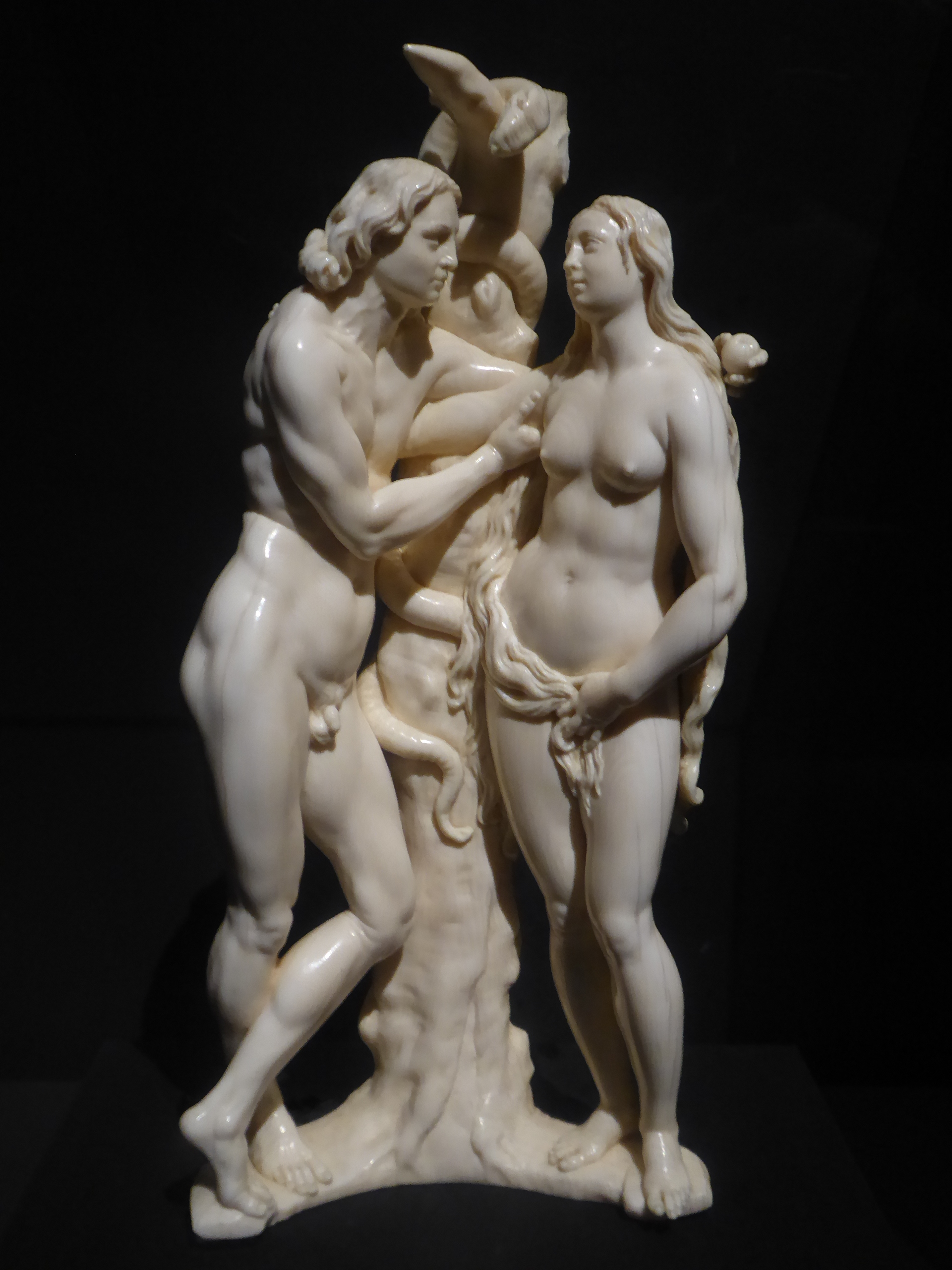
Георг Петель, «Гріхопадіння Адама і Єви». Будинок Рубенса, Антверпен.

В музеї мало меморіальних речей, предметів з колекцій Рубенса, тому він досить мало предстає як музей меморіальний. Правда, заклад отримав два портрети Бартоломеуса Рубенса та Барбари Арентс (діда та баби Рубенса, художник — Якоб Клас ван Утрехт). В експозиції — ескізи майстра, портрети, копії його картин.
Серед картин митця є автопортрет. Представлені меблі 17 ст, картини попередників і сучасників майстра. Будинок Рубенса позиціонує себе як центр вивчення мистецтва Фландрії від середньовіччя до бароко.
У 2010 р. музей придбав чотири нові картини на умовах довготривалого кредиту, де є й твори Рубенса та його майстерні.

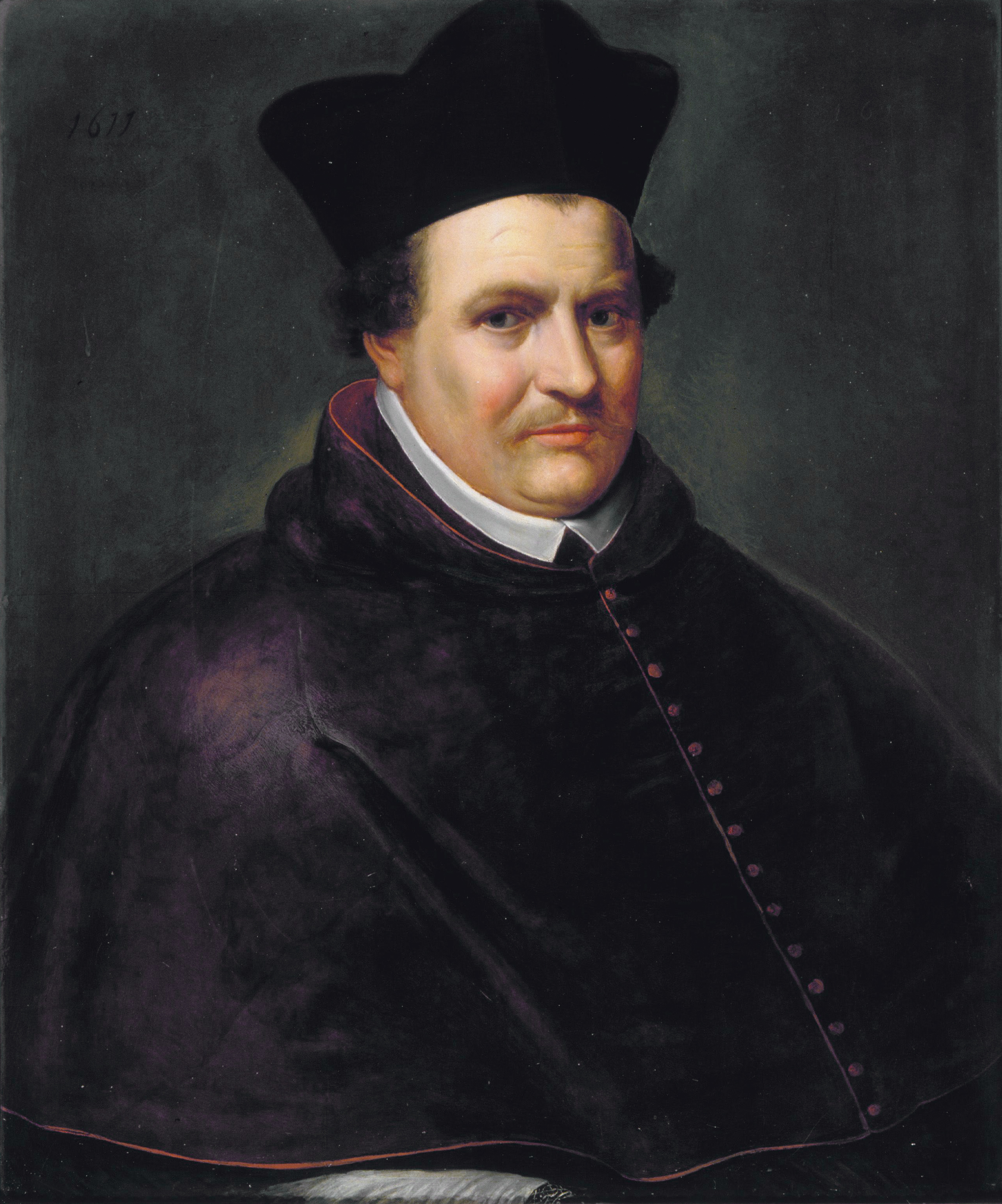
Отто ван Веен. «Йоганн Міреус», четвертий архієпископ Антверпена, 1611 р.
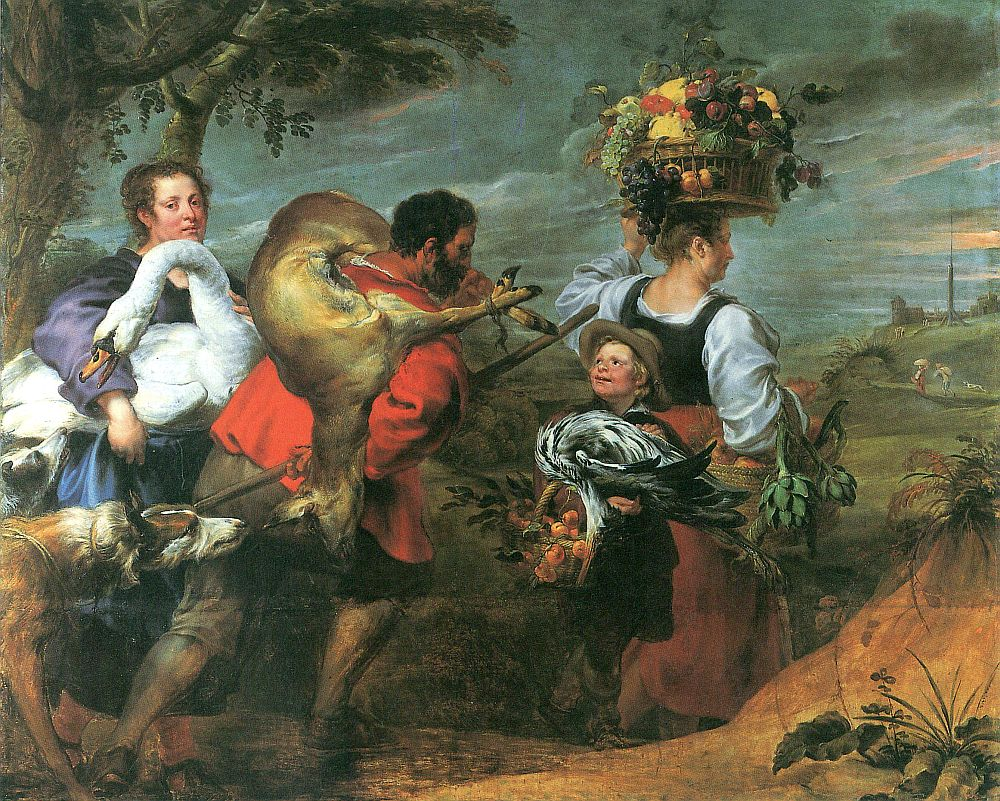
Худ. «Ян Бокхорст», «Повернення селян з ринку», Будинок Рубенса